# 広島県道333号岡郷東市之堂線
広島県道333号岡郷東市之堂線（ひろしまけんどう333ごう おかごうひがしいちのどうせん）は、広島県東広島市を通る一般県道である。

## 概要
東広島市黒瀬町乃美尾（のみお）から東広島市黒瀬町南方に至る。路線名称にある岡郷東・市之堂とも東広島市黒瀬町乃美尾の小字である。終点が東広島市黒瀬町乃美尾でなくなったのは国道375号の改良の結果、国道375号の旧道を用いて東広島市黒瀬町南方まで延長されたからである。

### 路線データ
- 起点：東広島市黒瀬町乃美尾（広島県道34号矢野安浦線交点）
- 終点：東広島市黒瀬町南方（国道375号交点）
- 総延長：3.8 km

## 路線状況

### 道路施設

#### 橋梁
- 水神橋（黒瀬川、東広島市）
- 大樋橋（大樋川、東広島市）

## 地理

### 通過する自治体
- 東広島市

### 交差する道路
| 交差する道路           | 交差する場所           | 交差する場所 |
| ---------------------- | ---------------------- | ------------ |
| 広島県道34号矢野安浦線 | 黒瀬町乃美尾（のみお） | 起点         |
| 国道375号              | 黒瀬町南方             | 終点         |

### 沿線
- 広島国際大学 東広島キャンパス
- 東広島市立乃美尾小学校